# Brezje (Goražde)
Pour les articles homonymes, voir Brezje.
Brezje (en serbe cyrillique : Брезје) est un village de Bosnie-Herzégovine. Il est situé dans la municipalité de Goražde, dans le canton du Podrinje bosnien et dans la fédération de Bosnie-et-Herzégovine. Selon les premiers résultats du recensement bosnien de 2013, il abrite une population inférieure ou égale à 10 habitants.

## Géographie
Ahmovići est situé sur la rive droite de la Drina.

## Démographie

### Évolution historique de la population
| 1948 | 1953 | 1961 | 1971 | 1981 | 1991 | 2013 |
| ---- | ---- | ---- | ---- | ---- | ---- | ---- |
| -    | -    | 104  | 82   | 60   | 54   | ≤ 10 |

|  |